# ستيفن ليفينسون
ستيفن ليفينسون (بالإنجليزية: Stephen C. Levinson)‏ هو عالم اجتماعي بريطاني، ولد في 6 ديسمبر 1947 في لندن في المملكة المتحدة.